# Robin Wood (Autor)

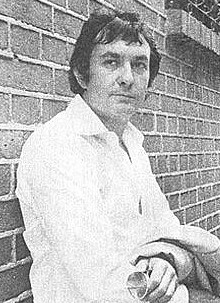
Robin Wood

Robin Wood (* 24. Januar 1944 in New Australia, Paraguay; † 17. Oktober 2021) war ein Comicautor.

## Leben
Robin Wood war paraguayisch-australischer Abstammung und verbrachte seine Kindheit mit seiner Mutter in Paraguay und Argentinien.
Er ließ sich in Buenos Aires nieder und begann mit seinem Freund, dem Illustrator Lucho Olivera, Comics zu schaffen. Er wurde bald zu einem der führenden Comicautoren Lateinamerikas.
In den 1980er Jahren übersiedelte Wood nach Europa. Auch hier war ein erfolgreicher Autor, besonders in Italien, wo er mit dem Yellow Kid ausgezeichnet wurde. Wood wohnte mit seiner dänischen Frau Anne-Mette und Kindern in Dänemark.

## Werke (Auswahl)
- Nippur de Lagash (1967, Olivera)
- Dennis Martin (1967)
- Dago (1980)